# Taragmarcha borbonensis
Espèce
Synonymes
- Taragmarcha laqueata borbonensis

Taragmarcha borbonensis est une espèce de lépidoptères (papillons) de la famille des Oecophoridae. Ce papillon nocturne est endémique de La Réunion.

## Description
Taragmarcha borbonensis a une longueur d'environ 7-10 mm et une envergure de 15 à 20 mm.